# Golfe d'Ajaccio
Le golfe d'Ajaccio (en langue corse golfu di Aiacciu) est un golfe de la mer Méditerranée qui se situe en Corse, France.

## Géographie

### Situation
Le golfe d'Ajaccio est localisé sur le littoral occidental de l'île, entre le golfe de Sagone et le golfe du Valinco, bordant le Grand Ajaccio sur la rive nord et l'Ornano sur la rive sud. Il est délimité par deux avancées rocheuses en mer, la Pointe de la Parata prolongée par l'archipel des Sanguinaires au nord, et la presqu'île de Capu di Muru au sud. Ces deux pointes sont équipées de phares.

« Le golfe d'Ajaccio, qui commence aux îles Sanguinaires, lesquelles forment un canal où deux galères peuvent passer de front. Il y a dans cet endroit une tour. Après avoir dépassé les Sanguinaires, on rencontre Barbicaggia, la pointe d'Ajaccio, la rivière de Gavone et celle de Prunello, qui descend de Bastelica, et est très riche en poissons de mer et en poissons d'eau douce ; puis Porto dell'Isoletta, Porto Canino et enfin Capo di Muro, où se termine le golfe. »

— Mgr Giustiniani in Dialogo nominato Corsica, traduction de l'Abbé Letteron in Histoire de la Corse, Description de la Corse - Tome I, p. 55

### Description
« Protégé au nord par le chapelet des îles Sanguinaires, au sud par le cap Muro, abrupt et noirâtre, dominé dans le lointain par les contreforts du Renoso et la cime neigeuse du Monte d'Oro, le golfe s'ouvre sur une vingtaine de kilomètres. Peu à peu se précisent les petites collines dominant Ajaccio, l'immense plage près de Campo di l'Oro, puis dans un repli du rivage, Ajaccio »

— François Giacobbi in La Corse - Éditions Sun Paris 1961

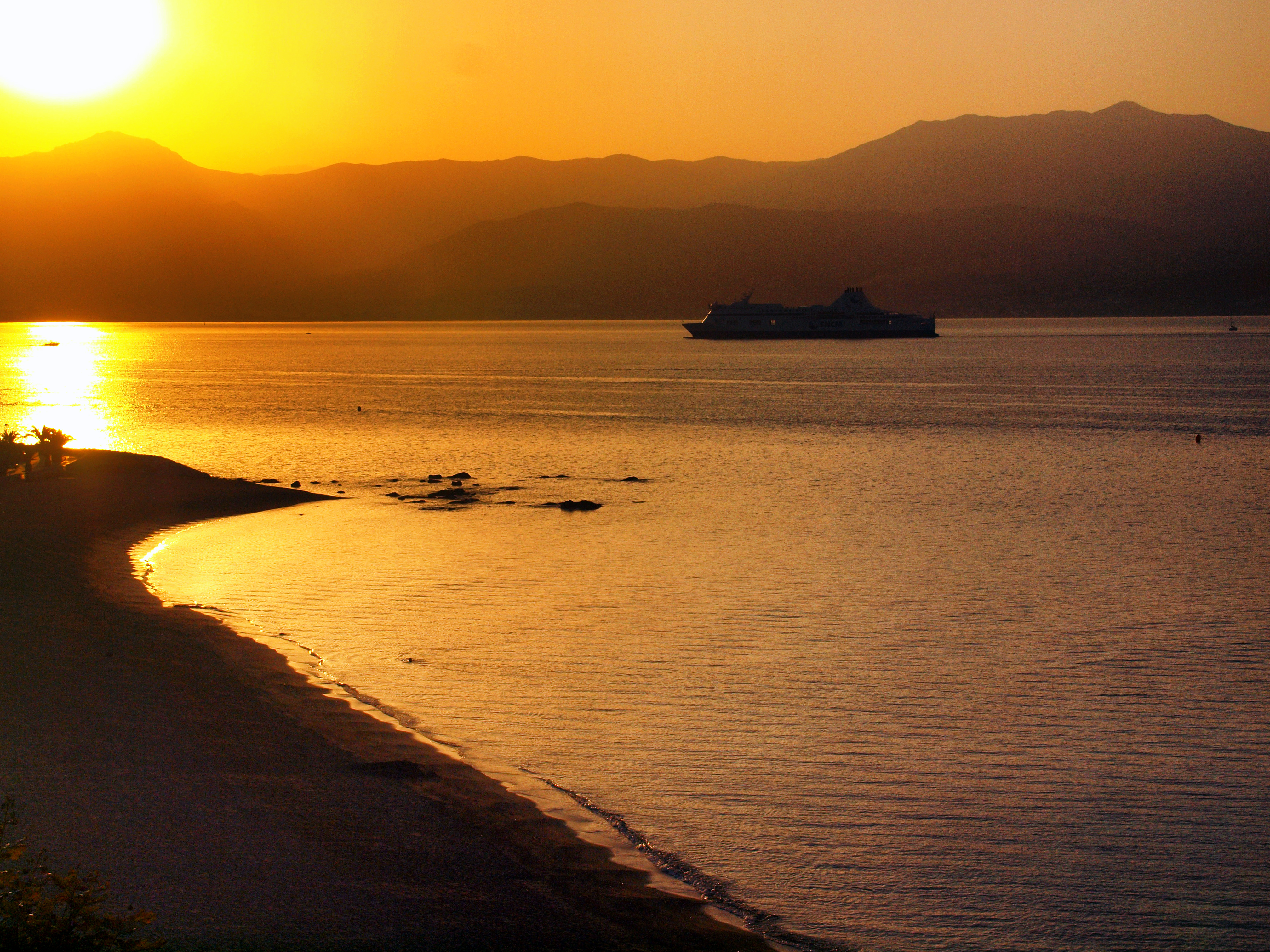
Ferry dans le golfe d'Ajaccio

Entre les deux caps précités, le golfe d'Ajaccio est constitué de trois principaux secteurs côtiers, qui sont décomposés ci-dessous, avec leurs principaux points remarquables, îles, îlots et écueils, plages et abris. Ils sont du nord au sud :

#### Rive Nord du golfe

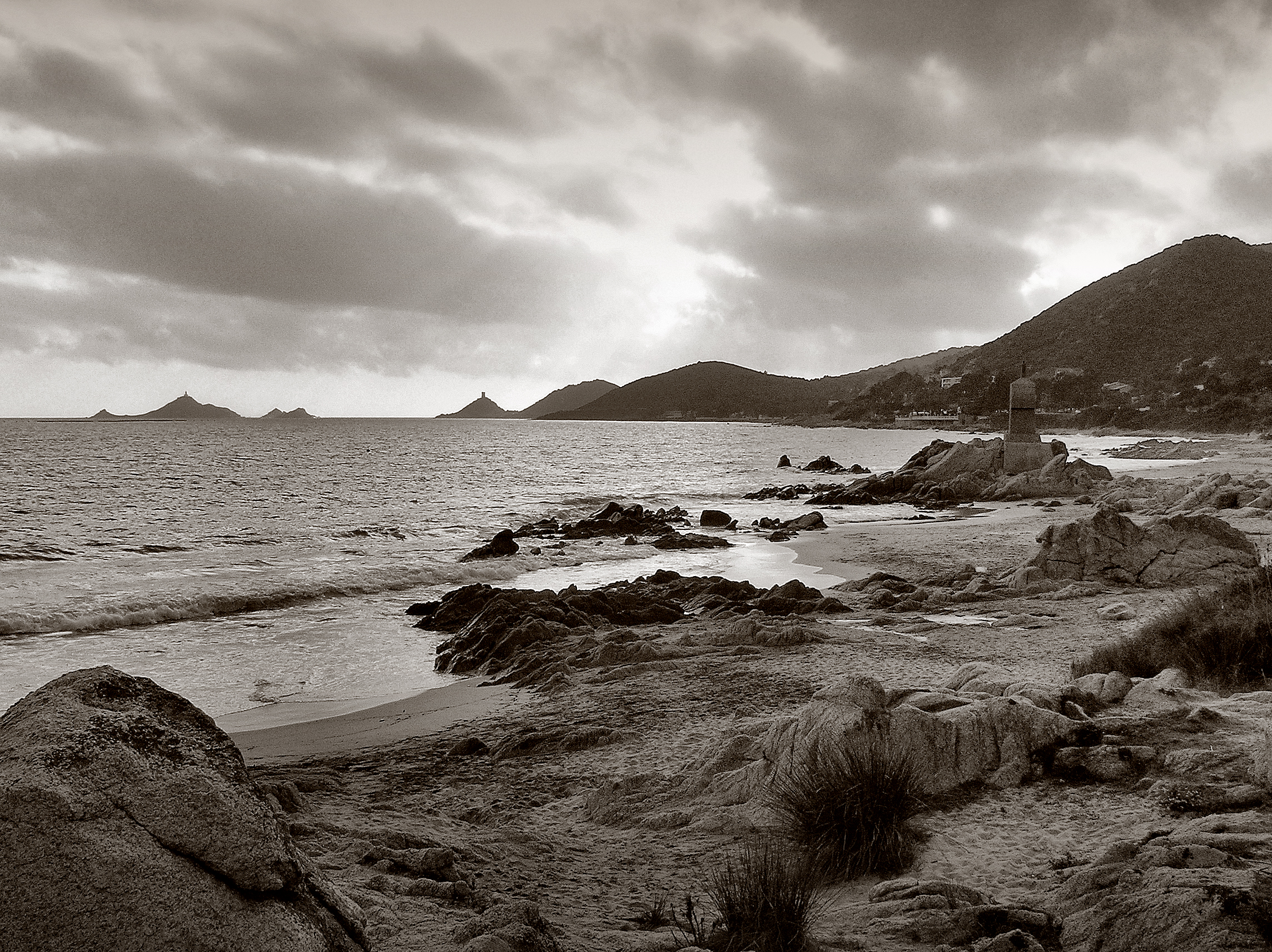
Terre Sacrée

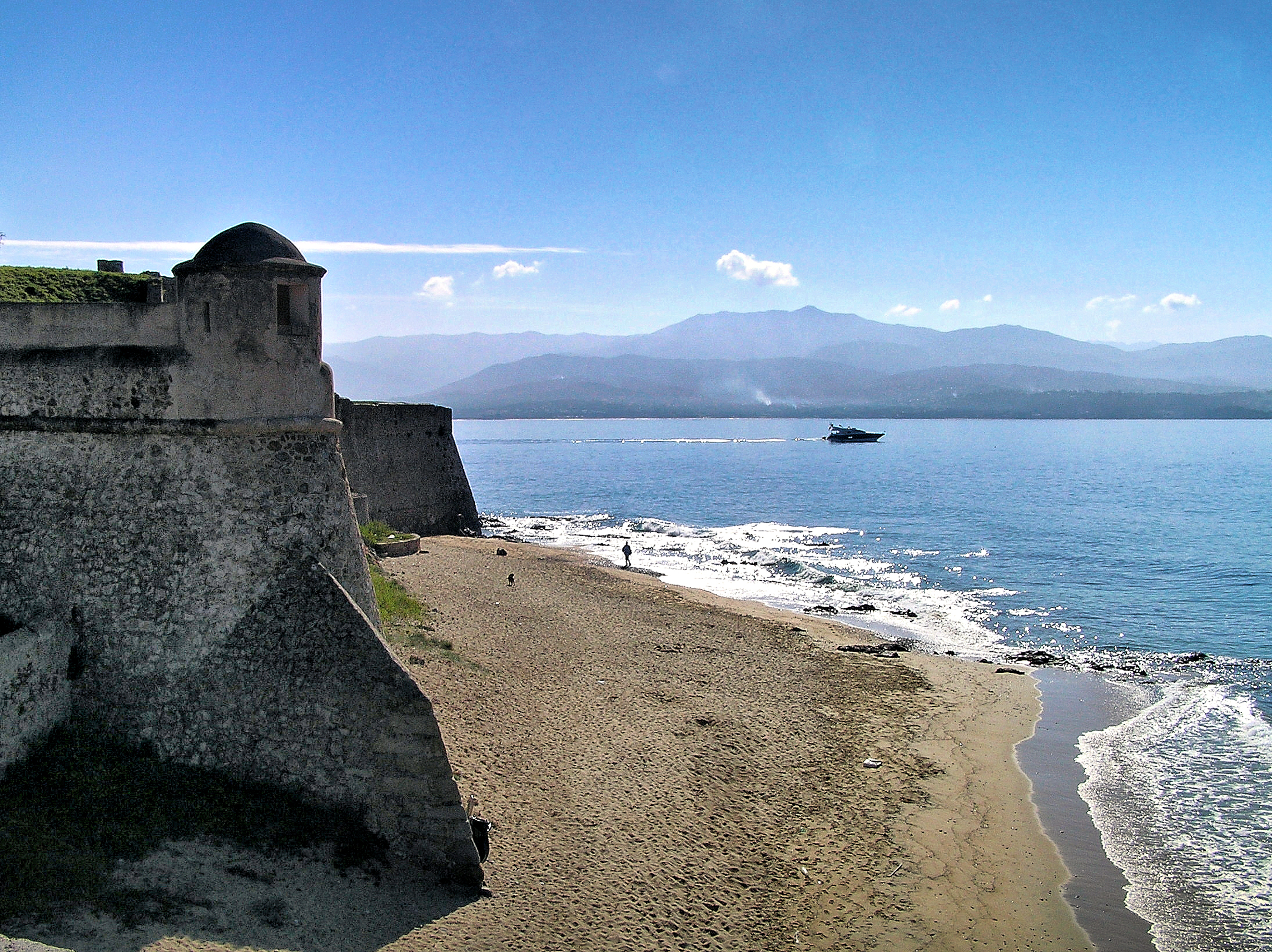
Citadelle et plage Saint-François

- Îles Sanguinaires : Mezu Mare (Grande Sanguinaire), Cala d'Alga, Isoloto (île des Cormorans) et Porri,
- Presqu'île de la Parata,
- Plages de Morrea. Au large, se situe une ferme aquacole.
- Plage de Terre Sacrée,
- Pointe du Scudo,
- Plages du Scudo, de Marinella et de l'Ariadne,
- Chapelle des Grecs,
- La Botte de Canicciu (îlot),
- La Guardiola avec un feu.

#### Fond du golfe
- Citadelle d'Ajaccio,
- Port de plaisance Tino Rossi,
- Port de Commerce d'Ajaccio,
- Port de plaisance Charles Ornano.
- Pointe d'Aspretto,
- Les Scoglietti,
- Plage du Ricanto,
- Plage de Porticcio.

#### Rive Sud du golfe
De Punta di Porticcio à l'Isolella
- Punta di Porticcio,
- Écueil Dorbera,
- Punta di Vescu,
- Hameaux de Porticcio,
- Plage d'Agosta ou d'Albitreccia,

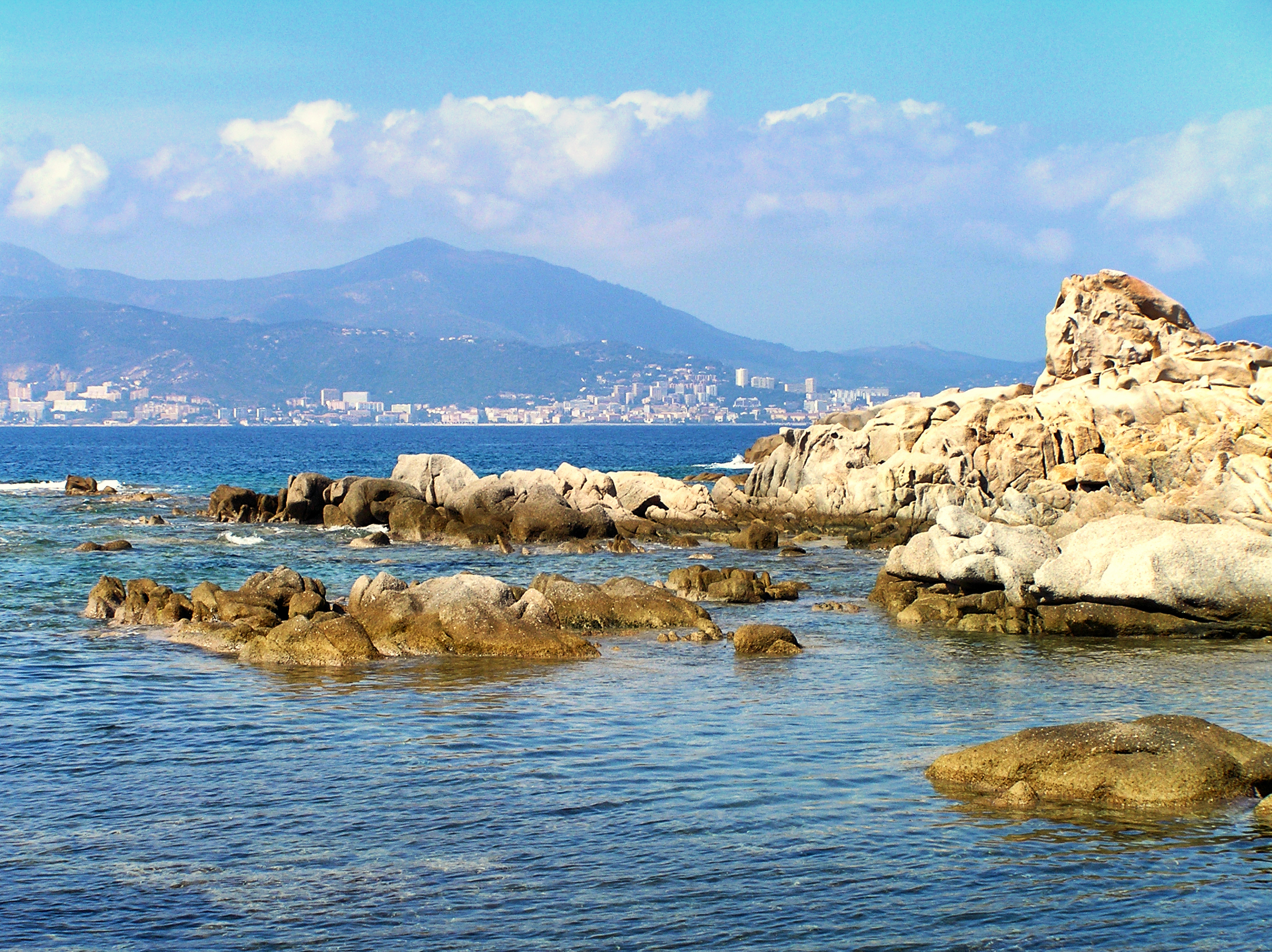
Vue d'Ajaccio depuis l'Isolella

- Anse Sainte-Barbe, mouillage pour la petite plaisance,
- Écueil de Damiginana.

De Punta di Sette Nave à Punta di a Castagna
- Écueil de La Campanina balisé,
- Anse Medea, au sud de la presqu'île de l'Isolella,
- Grands rochers du Ruppione,
- Anse Ottioni avec la grande plage du Ruppione,
- L'Arena Grossa du Ruppione (aussi appelée petite plage par les habitants)
- Le rocher "La Balaine" du Ruppione
- Le rocher "l'île" du Ruppione
- Plage de Mare e Sole,
- Ancien port de Chiavari et le hameau de Veghia,
- Pointe de l'Agnonu,
- Isola Piana (île Piana),
- Anse de Portiglioli avec la plage éponyme,
- Rocher de Culumbuccia,
- Écueils d'I Campanili.

De Punta di a Castagna à Capu di Muru
- Cala di a Castagna,
- Pointe de Punta Rossa,
- Anse d'Arena Rossa,
- Cala di Timozzolu, et écueils de Timiglioni,
- Portu Cacau (anse de Cacalu),
- Aanse de Fornaccia, au nord de la tour de Capu di Muru,
- Rochers de Tola et Rocher de la Botte
- Punta Guardiola avec l'îlot a Botte

La profondeur maximale est de 1 048 m au milieu du golfe.

## Hydrographie
Le golfe reçoit les eaux de plusieurs fiumi, fleuves côtiers et ruisseaux. Les principaux sont (du nord au sud) : le Prunelli, alimenté près de son embouchure par la Gravona, le ruisseau d'Alzone, le ruisseau d'Aja Piana, le ruisseau de Bainzo, le ruisseau de Zirione, le ruisseau de Formicolosa, le ruisseau de Chioselli, le ruisseau de Timozzolu.

## Communes limitrophes
Sont baignées par les eaux du golfe, les façades maritimes des communes ci-après :
- Ajaccio
- Grosseto-Prugna (Station balnéaire de Porticcio)
- Albitreccia (Agosta et Agosta Plage)
- Pietrosella
- Coti-Chiavari

## Histoire
Au XVIe siècle, toutes les côtes de l'île sont fréquentées par les pirates barbaresques qui ont fait de nombreuses incursions dévastatrices jusque dans les terres intérieures. L'Office de Saint Georges qui gérait l'île, décide de faire fortifier les côtes.
Fin XVIe siècle - début XVIIe siècle, Gênes renforce son dispositif de défense et fait édifier des tours nouvelles aux frais des communautés rurales.

## Lieux et monuments

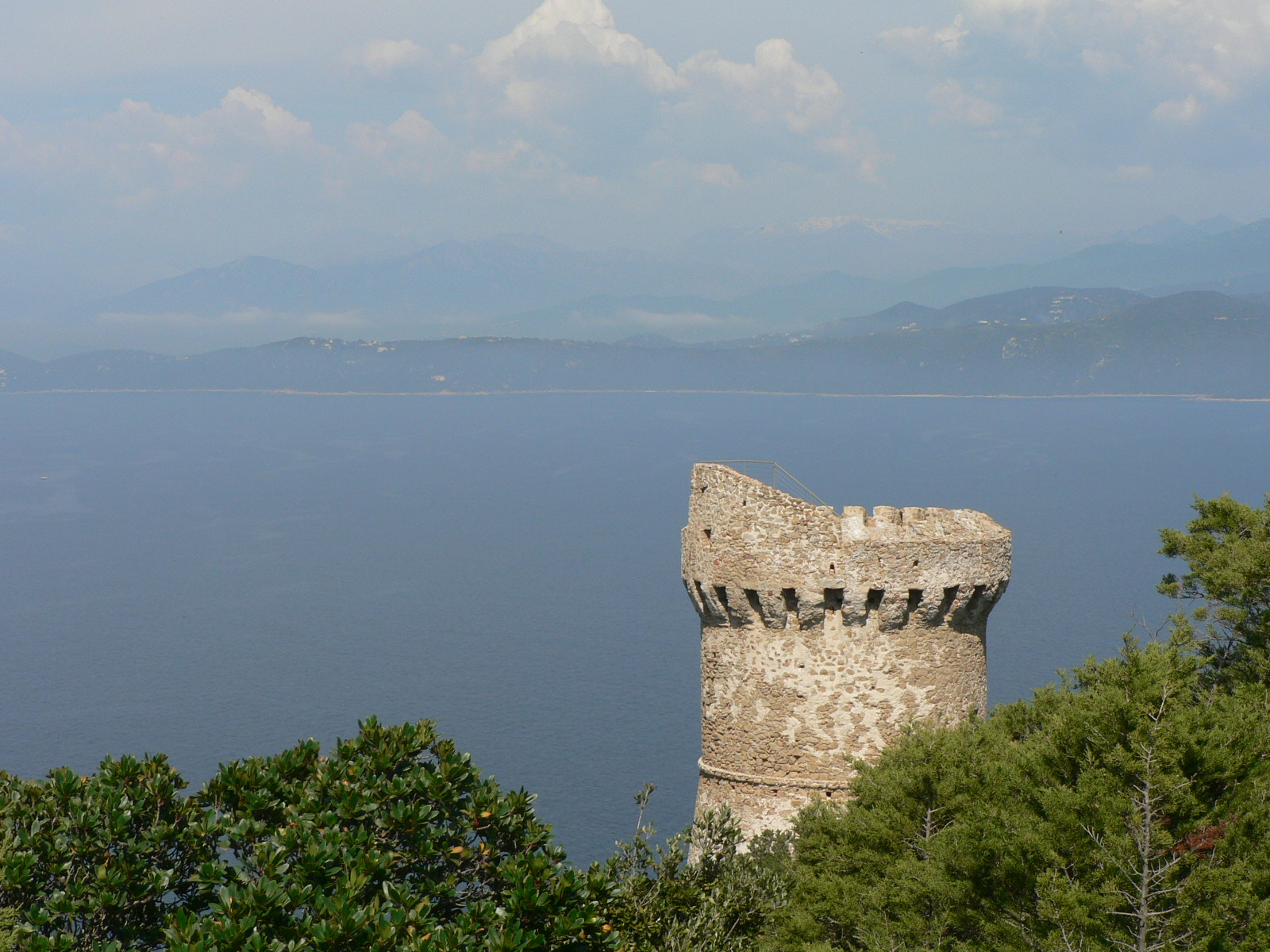
Capu di Muru

Sur la côte se dressent encore les six tours génoises, en plus ou moins bon état, de :
- Castelluccio à l'extrémité de la Grande Sanguinaire (Mezzu Mare),
- La Parata, à la Pointe de la Parata,
- Capitello, au fond du golfe, au nord de la plage de Porticcio, inscrite MH[11]. La tour est aussi « dite del Cavagliere, à l'embouchure de la rivière de Campo dell'Oro, à une lieue d'Ajaccio »[12].
- L'Isolella, au sommet de la presqu'île de l'Isolella, inscrite monument historique[13],
- La Castagna, à la Punta di a Castagna,
- Capu di Muru, au nord de la presqu'île de Capu di Muru, inscrite MH[14].